# Кућа Вукићевића
Кућа Вукићевића се налази у Београду, на територији градске општине Савски венац. Подигнута је 1921. године и представља непокретно културно добро као споменик културе.
Кућа је саграђена за професора и политичара Велимира Вукићевића. Подигнута је према пројекту архитекте Зарије Марковића, са подрумом, приземљем и два спрата. Постакадемски је компонована са сведеним мотивима сецесије у обради декоративних елемената фасаде. Основа је решена симетрично, а просторна организација је подређена средишњем делу са степеништем.
Осим архитектонских вредности, кућа има и историјски значај, због континуитета живљења и стварања три генерације Вукићевића – професора Велимира Веље Вукићевића (1871-1930), који је заузимао значајно место и у политици у првим деценијама 20. века, као и његових потомака који су оставили значајан траг у српској уметности и култури друге половине 20. века.